# Yorkshire pudding

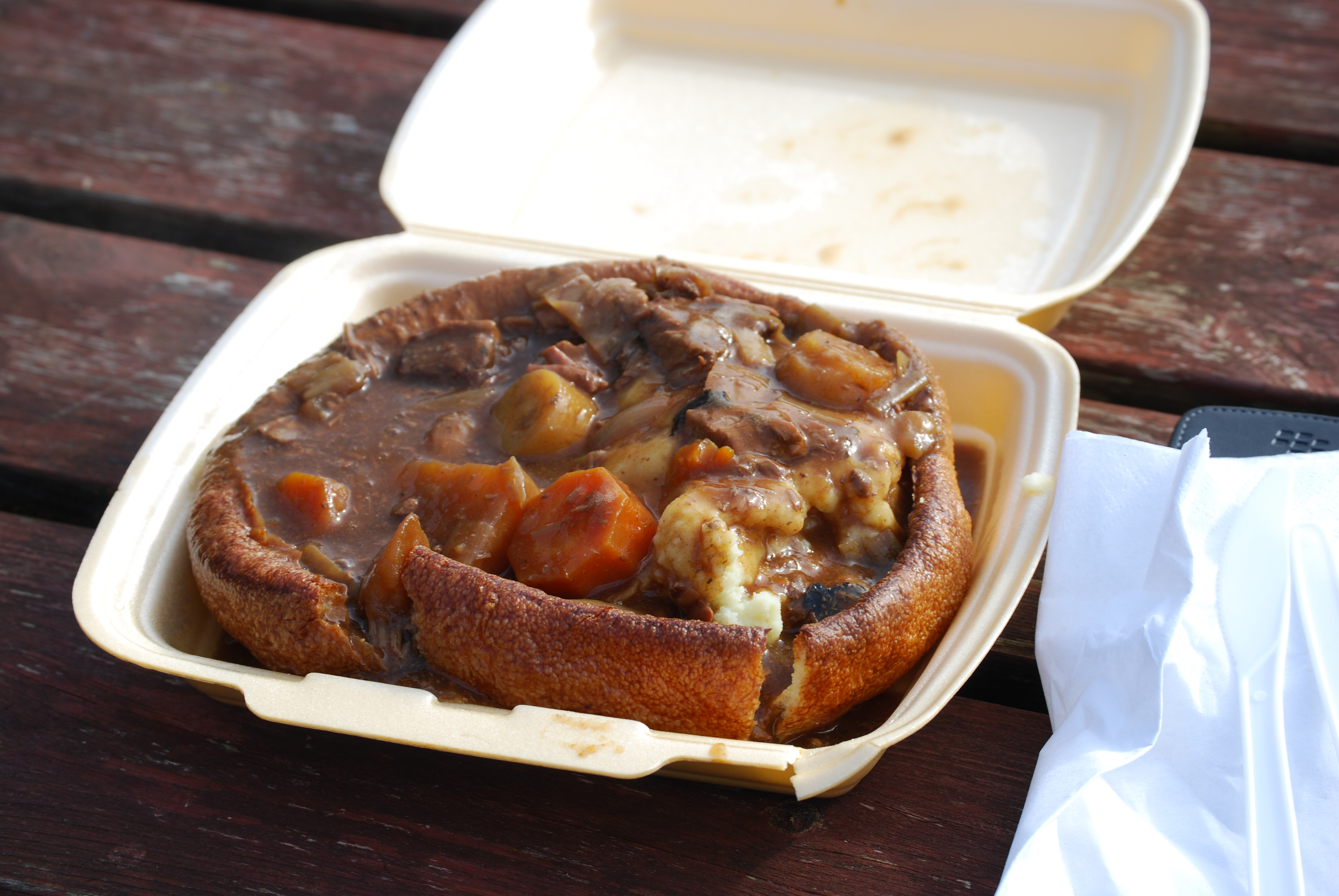
Yorkshire pudding als meeneemgerecht met groente, vlees, aardappelpuree en jus

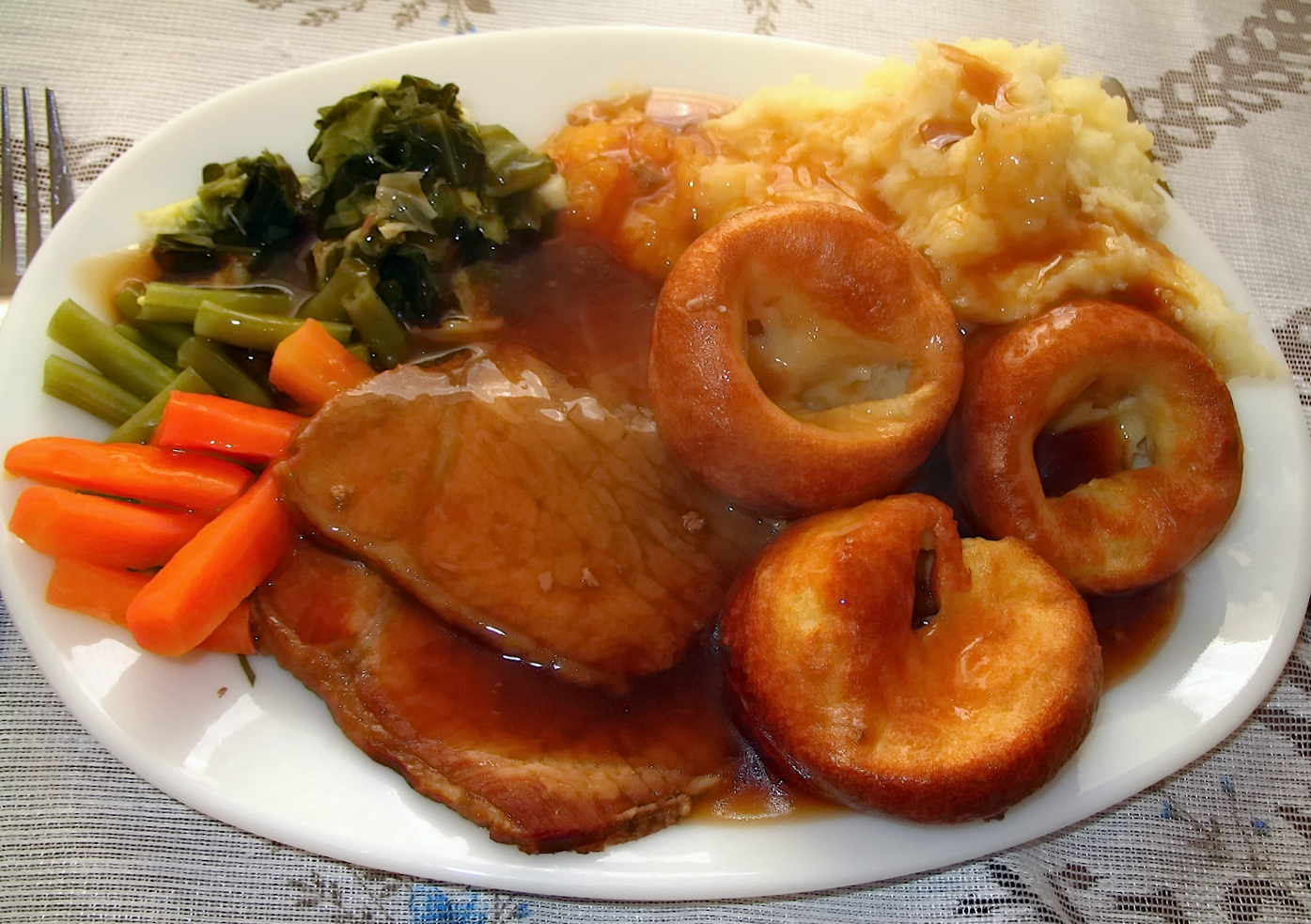
Maaltijd met mini Yorkshire puddings

Yorkshire pudding is een streekgerecht dat aanvankelijk uit Noord-Engeland kwam, maar tegenwoordig in het hele Verenigd Koninkrijk bekend is. Het wordt in de oven gebakken van pannenkoekbeslag van melk, bloem en eieren waarin geroosterd vlees (meestal rund of schapenvlees) en groente wordt gestopt. Het resultaat wordt gedrenkt in jus. Yorkshire pudding kan zowel als voorgerecht als hoofdgerecht gegeten worden. Het vormt een traditioneel onderdeel van een Sunday roast. Wanneer in een Yorkshire pudding worstjes verwerkt worden, noemt men dit toad in the hole.

## Geschiedenis
De vroegste vermeldingen van gerechten die op Yorkshire pudding lijken, dateren uit de eerste helft van de 18de eeuw en werden ‘dripping pudding’ genoemd, daar ze met het vet werden bereid dat van geroosterde stukken vlees af druppelde. Het product lijkt namelijk ontstaan te zijn als restjesmaaltijd van deeg dat gebakken werd in overtollig vet, en deze praktijk was ook toen reeds eeuwenoud. Het eerste bekende recept stamt uit 1737 en stond in The Whole Duty of a Woman. De 18de-eeuwse kookboekenschrijfster Hannah Glasse was in 1747 voor zover bekend de eerste die de term Yorkshire pudding hanteerde. Het gerecht moet tijdens het bakken rijzen: de Royal Society of Chemistry verklaarde in 2008 dat een Yorkshire pudding, om voor die naam in aanmerking te komen, ten minste 4 inch (ruim 10 centimeter) hoog moet zijn.
Aangezien Yorkshire pudding vroeger veel vetter was dan de huidige, meer luchtige variant vulde ze de maag flink. Het gerecht was daarom zeer geschikt om vóór de hoofdmaaltijd te serveren, zodat er minder van het dure hoofdgerecht nodig was.

## Bereiding
Yorkshire pudding wordt gewoonlijk in een ramequin of andere cirkelvormige recipiënt gebakken. Als richtlijn geldt dat per ei een derde kop bloem en een derde kop melk-eimengsel gebruikt wordt.

## Pudding
Het Engelse woord pudding dient men niet met het Nederlandse pudding te verwarren; in Engeland verwijst het woord pudding zowel naar een zoet nagerecht, en dus een synoniem voor ‘dessert’, als naar een hartig gerecht bestaande uit vloeibare en vermalen ingrediënten als bloed, nieren, lever en vet, die met bloem worden gebonden en gaar worden gestoomd of gekookt in een omhulling van darm of maag, of in een beslag van bloem, meel en eieren. Het woord pudding is hier waarschijnlijk een afgeleide van het Anglo-Franse bodeyn, dat vanaf de dertiende eeuw geattesteerd is en ‘worst’ betekende. De hoogst ongebruikelijke verschuiving van b naar p is onverklaard en misschien het gevolg van associatie met het Oudengelse woord puduc (‘zwelling’). Het verwante hedendaags Franse woord boudin betekent bloedworst.